# Ляпушкин, Иван Иванович
Ива́н Ива́нович Ля́пушкин (1902—1968) — советский археолог и историк, специалист по восточнославянскому средневековью, доктор исторических наук.

## Биография
Родом из крестьян Самарской губернии, сын кузнеца. В 1914 году поступил в школу. В 1920—1924 годах работал школьным учителем в Поволжье и Фергане, а в 1924—1926 годах служил в Красной Армии.
В 1927 году поступил на исторический факультет Ленинградского педагогического института им. Герцена, в 1930 году окончил его. После окончания института был вынужден уехать на Южный Урал в город Миасс, где преподавал историю. Тяжело переболел туберкулёзом.
В 1935 году поступил в аспирантуру ГАИМК-ИИМК, с 1937 года — научный сотрудник ЛО ИИМК АН СССР. Под руководством профессора М. И. Артамонова начал работать над темой «Славяно-русские поселения на Дону и Тамани по археологическим данным». В 1940 году защитил её в качестве кандидатской диссертации.
С началом Великой Отечественной войны по объективным причинам работа над докторской диссертацией была прекращена, однако научная деятельность не прекращалась. С 1943 года И. И. Ляпушкин работал с Елабужской группой ИИМК в Поволжье. Только в 1945 году он возвращается в Ленинград и становится старшим научным сотрудником ЛО ИИМК (ИА). В 1950—1960-е годы был руководителем полевой практики студентов исторического факультета ЛГУ. 7 июня 1961 года защитил докторскую диссертацию «Днепровское лесостепное Левобережье в эпоху железа».
За 30 лет своей научной деятельности он написал три монографии и большое количество статей.
Скончался 23 сентября 1968 года.

## Научная деятельность
Исследовательские интересы И. И. Ляпушкина были сфокусированы на теме истории восточных славян накануне сложения Древнерусского государства. К решению проблемы учёный подходил широко и в хронологическом, и в территориальном аспектах.
Ляпушкиным была выдвинута гипотеза о сложении салтово-маяцкой культуры из двух этнически различных культур — аланской и болгарской. Он показал, что проживание оседлых земледельцев на территории Днепровского Левобережья дважды прерывалось вторжением кочевников. Оседлость в регионе фиксируется в скифскую эпоху (VII—III вв. до н. э.) и в позднеримское время (черняховская культура III—IV вв.). Славянская культура появляется на Левобережье лишь в VIII—IX вв.
Сопоставляя славянские памятники Днепровского Левобережья со сходными памятниками правого берега Днепра, Центральной Европы и Балканского полуострова, Иван Иванович обосновал чрезвычайно важное положение о близости славянской культуры днепровской правобережной и левобережной лесостепи в VIII—IX вв., о единстве и монолитности в VI—VII вв. общеславянской культуры от Днепра до Эльбы и Дуная. Он выдвинул гипотезу о первоначальном членении единой славянской культуры не на западный и восточный варианты, а на северный и южный.
В 1940-х годах выделил и всесторонне охарактеризовал роменско-боршевскую культуру, также занимался раскопками Цимлянского городища салтово-маяцкой культуры.
В 1952—1954 годах исследовал Новотроицкое городище. На основе найденного здесь материала Ляпушкин доказал, что накануне образования Древнерусского государства первичной социально-экономической ячейкой восточных славян была не родовая, а соседская община, состоящая из отдельных семей и ведущая обособленное хозяйство. Анализируя материалы с городища, а также ранее полученный материал, археолог пришёл к выводу, что культура восточных славян не была архаична, как полагали ранее: «Исходя из данных городища, можно утверждать, что бытовавшая в великокняжеский период материальная культура в различных областях хозяйственной деятельности, в первую очередь в сельском хозяйстве, а равно и в области прикладного художественного ремесла, в своих основах сложилась уже в VIII—IX вв., до образования Киевского государства». 
Последние годы жизни И. И. Ляпушкин посвятил изучению славян на севере, в лесной зоне. Результаты первых лет этой работы вошли в монографию «Славяне Восточной Европы накануне образования Древнерусского государства». В ней автор развивает и обосновывает мысль о том, что появление славян в лесной зоне относится лишь к VIII—IX вв. и что бесспорно славянские погребальные памятники северо-восточных славян следует искать не среди длинных курганов и сопок, а среди небольших круглых насыпей.
Историограф А. А. Формозов так отзывался о трудах Ляпушкина: «В противоположность Рыбакову, перескакивающему с памятника на памятник, он не спеша, методично изучал селище за селищем, район за районом. На Псле он полностью раскопал Новотроицкое городище роменского типа, развенчав красивую гипотезу Третьякова о жилищах со многими входами, подогнанную к известиям Псевдомаврикия, и рыбаковскую идентификацию роменской культуры с антами. Тщательно наносил он на карту скифские, салтово-маяцкие, славянские памятники, и эта скромная скрупулезная работа дала неизмеримо больше, чем любые эффектные спекуляции Третьякова и Рыбакова».

## Основные работы
- Раскопки Правобережного Цимлянского городища // Краткие сообщения Института истории материальной культуры. — М.—Л., 1940. — Вып. 4.
- Славяно-русские поселения IX—XII вв. на Дону и Тамани по археологическим памятникам. (Тезисы кандидатской диссертации) // Краткие сообщения Института истории материальной культуры. — Вып. VI. — 1940.
- Славяно-русские поселения IX—XII ст. на Дону и Тамани по археологическим памятникам // Материалы и исследования по археологии СССР. — № 6. — М.—Л., 1941. — С. 191—246.
- Материалы к изучению юго-восточных границ восточных славян VIII–X вв. // Краткие сообщения Института истории материальной культуры. — М.—Л., 1946. — Вып. 12.
- Археологические памятники эпохи железа в бассейне среднего течения р. Ворсклы (г. Полтава — с. Бельск) // КСИИМК. — Вып. XVII. — 1947. — С. 122—132.
- Итоги полевых изысканий в бассейне Ворсклы (Полтавская и Харьковская области) летом 1945 г. и некоторые выводы из них // «Рефераты научно-исследовательских работ за 1945 г.» (АН СССР. ОИФ). — М., 1947. — С. 82—84.
- О датировке городищ роменско-борщевской культуры // Советская археология. — 1947. — Т. 9. — С. 121—134.
- Поселение эпохи железа в бассейне реки Ворсклы // КСИИМК. — Вып. XXI. — 1947. — С.96—98.
- Археологические памятники в бассейне р. Ворсклы (из полевых изысканий 1945 г.) // КСИИМК. — Вып. XIX. — 1948. — С.27—37.
- Из истории Левобережной Украины в эпоху железа. (По материалам полевых исследований 1938, 1940, 1945 и 1946 гг. в бассейне р. Ворсклы) // СА. — Вып. XI. — 1949. — С. 385—395.
- Поселения зольничной культуры («скифов-пахарей») в бассейне Сейма // КСИИМК. — Вып. XXVII. — 1949. — С.67—71.
- Старослов’янське поселення VIII—XIII ст.ст. на території м. Полтави (За матеріалами польових розшуків 1940, 1945 і 1946 рр.) (укр.) // Археологічні пам’ятки УРСР. — Київ, 1949. — Т. I. — С. 58—75. Архивировано 27 апреля 2023 года.
- Поселения зольничной культуры («скифов-пахарей») в северной полосе Днепровского Лесостепного Левобережья (по материалам полевых исследований 1947 г. в бассейне р. Сейма) // Советская археология. — 1950. — Т. 12.
- Памятники культуры «полей погребений» первой половины I тыс. н. э. Днепровского Лесостепного Левобережья (по материалам полевых изысканий 1940, 1945–1948 гг.) // Советская археология. — 1950. — Т. 13. — С. 29—38.
- Итоги полевых изысканий 1945 г. в бассейне р. Ворсклы и некоторые выводы из них // СА. — Вып. XV. — 1951. — С.17—43.
- Поселение скифского времени близ дер. Пожарная Балка Полтавской обл. // КСИИМК. — Вып. XXXVII. — 1951. — С.125—130.
- Памятники культуры полей погребений Левобережья Днепра // КСИИМК. — М.—Л., 1950. — Вып. 38.
- Дослідження Дніпровськоi Лівобережноi експедицii 1947—1948 рр. (укр.) // Археологічнi пам’ятки УРСР. — Киів, 1952. — Т. III. — С. 285—306. Архивировано 27 апреля 2023 года.
- Раннеславянские поселения Днепровского лесостепного Левобережья // Советская археология. — 1952. — Т. 16. — С. 7—41.
- Из полевых изысканий разведочного отряда Волго-Донской экспедиции 1950 г. // КСИИМК. — Вып.50. — 1953. — С.127—136.
- Место роменско-боршевских памятников среди славянских древностей // ВЛУ. — 1956. — № 20. — Сер. история, языки и литература. — № 4. — С. 45—60.
- О жилищах восточных славян Днепровского Левобережья VIII–X вв // КСИИМК. — М.—Л., 1957. — Вып. 68. — С. 3—13.
- Городище Новотроицкое. О культуре восточных славян в период сложения Киевского государства // Материалы и исследования по археологии СССР. — М.; Л.: Изд-во Акад. наук СССР, 1958. — № 74.
- Памятники салтово-маяцкой культуры в бассейне р. Дона // Материалы и исследования по археологии СССР. — М.; Л., 1958. — № 62. — С. 85—150.
- Археологические памятники зоны затопления Цимлянского водохранилища. (По материалам разведочного отряда Волго-Донской археологической экспедиции ИИМК АН СССР 1950—1951 гг.) // МИА. — № 62. — 1958. — С. 227—262.
- Карнауховское поселение // МИА. — № 62. — 1958. — С. 263—314.
- Курганный могильник близ Карнауховского поселения // МИА. — № 62. — 1958. — С. 315—322.
- Средневековое поселение близ ст. Суворовской // МИА. — № 62. — 1958. — С. 323—336.
- Славянское поселение на территории хут. Ближняя Мельница // МИА. — № 62. — 1958. — С. 337—347.
- К вопросу о памятниках волынцевского типа // Советская археология. — 1959. — Т. 29—30. — С. 58—83.
- Славянские памятники второй половины I тысячелетия н. э. верхнего течения р. Десны // КСИИМК. — Вып.74. — 1959. — С. 81—86.
- Тиханова М. А., Гуревич Ф. Д., Ляпушкин И. И., Станкевич Я. В., Каргер М. К., Лаушкин К. Д. Экспедиции ЛОИИМК по изучению славяно-русской археологии в 1957 году // КСИИМК. — Вып. 79. — 1960. — С. 93—102.
- Днепровское лесостепное Левобережье в эпоху железа // Материалы и исследования по археологии СССР. — М.; Л.: Изд-во Акад. наук СССР, 1961. — № 104.
- К вопросу о культурном единстве славян // Исследования по археологии СССР. — Л., 1961. — С. 203—209.
- Некоторые вопросы из предыстории восточных славян // КСИА. — Вып.100. — 1965. — С. 116—125.
- Археологические памятники славян лесной зоны Восточной Европы накануне образования Древнерусского государства (VIII—IX вв.) // Культура Древней Руси. Сборник, посвященный 40-летию научной деятельности Н. Н. Воронина. — М., 1966. — С. 127—136.
- Новое в изучении Гнездова // Археологические открытия 1967 г. — М., 1968. — С.43—44.
- Исследования Гнездовского поселения // Археологические открытия 1968 года. — М., 1969.
- Славяне Восточной Европы накануне образования древнерусского государства (VIII – первая половина IX в.): Ист.-археол. очерки // Материалы и исследования по археологии СССР. — М.: Изд-во Акад. наук СССР, 1968. — № 152.
- Гнёздово и Смоленск // Проблемы истории феодальной России. — Л., 1971. — С. 33—37.
- Место роменско-боршевских памятников среди славянских древностей // Антология советской археологии, том 3 (1941—1956). М. — 1996.